# شوفان مطحون
الشوفان المطحون هو عبارة عن نوع من أغذية الحبوب المعالجة بشكل كامل. تقليديًا إنها مصنوعة من حبوب الشوفان التي تم تجفيفها وتبخيرها وذلك قبل دحرجتها إلى رقائق مسطحة تٌحَت بكرات ثقيلة ثم تستقر بالتحميص الخفيف.
يُباع الشوفان المطحون عادةً للعصيدة، وتكون النخالة الخارجية القاسية له قد أُزيلت. غالبًا ما يتم خبزه قليلًا ولكن ليس دائًما، أو يتم طبخه من خلال الضغط قليلًا، أو قد تتم معالجته بطرقٍ أخرى. الشوفان المطحون السميك يكون عبارة عن رقائق كاملة كبيرة، والشوفان المطحون الرقيق يكون على شكل رقائق صغيرة ومُجزأة. يمكن طهي الشوفان الكامل المطحون دون مزيد من المعالجة ويُطبخ في العصيدة ويتم أكل الشوفان القديم، لكن الشوفان المطحون المُعالج بدرجة عالية يمتص الماء بسهولة أكثر من الذي يكون من دون مزيداً من المعالجة، ومن ثم يتم طهيه بسرعة أكبر في العصيدة لذلك يطلق عليه أحيانًا اسم الشوفان الفوري أو السريع.
إلى جانب العصيدة، يعتبر الشوفان المطحون عادة مكون رئيسي في الجرانولا والموسلي. وقد يتم مواصلة طهي الشوفان إلى مسحوق خشن حتى يصبح سائلًا سميكًا مثل المرق وكثيرًا ما يستخدم الشوفان أيضًا في غذاء الأطفال.

## المعالجة
الشوفان مثل غيره من الحبوب الأخرى يحتوي على قشرة خارجية صلبة غير صالحة للأكل، ولذلك يجب إزالتها قبل تناول الحبوب. بعد إزالة القشر الخارجي (القشر) من حبيبات الشوفان التي لا تزال مغطاة بنخالة، يطلق على باقي الحبوب حبوب الشوفان. نظرًا لأن طبقة النخالة مغذية إلا أنها تجعل الحبوب صعبة المضغ، وتحتوي على إنزيم يمكن أن يتسبب في زعنفة الشوفان لذلك غالبًا ما تتم معالجة حبوب الشوفان الخام بشكل إضافي لتليينها وذلك لطهيها بشكل أسرع وأسهل (شوفان سريع وحديث) ولإزالة الإنزيمات لعمر أطول.

### شوفان بحجم رأس الدبوس أو قطع الفولاذ
الشوفان بحجم رأس الدبوس أو قطع الفولاذ هي حبيبات الشوفان التي تم تقطيعها إلى قطع أصغر قبل أن يتم تبخيرها وبالتالي الحفاظ على أجزاء من طبقة النخالة.

## التحضير
الشوفان المطحون قد يُأكل من دون المزيد من الطهي أو التسخين:حيث يُنقع الشوفان في سائل ذو أساس مائي مثل عصير الفواكه لمدة 1-6 ساعات. وتعتمد مدة النقع على الشكل والحجم وتنقية قبل المعالجة مما يوفر الوقت والطاقة المستهلكة في التسخين، والحفاظ على طعم الشوفان والحفاظ أيضًا على القيَم الغذائية للشوفان التي يتم فقدها أثناء الطهي.
تقليديًا، حبيبات الشوفان هي حبوب كاملة قد تكون حبوب الإفطار مثل مختلف أشكال دقيق الشوفان الأخرى، الشوفان المطحون والشوفان بحجم رأس الدبوس قد يُطهى على شكل حساء الشعير. الشوفان المطحون يُستخدم في جرانولا والموسلي. وكعك الشوفان والكعك (مثل لوح الجرانولا وليس فطيرة).

## العناصر الغذائية
حبوب الشوفان الكاملة مصدر ممتاز للثيامين والحديد والألياف الغذائية، وهو المصدر الوحيد للمركبات مضادات الأكسدة التي تعرف ب avenanthramides، والتي تمتلك خصائص تساعد على حماية جهاز الدوران من تصلب الشرايين. منتجات الشوفان تحتوي أيضًا على بيتا جلوكان.